# Burgundiska lagen
Burgundiska lagen eller Lex Gundobad är en lagsamling utgiven av kung Gundobad av Burgund cirka 480–500.
Burgundiska lagen gällde för burgunderna och reglerade även deras förhållanden till den romerska befolkningen i området. För romarna inom området skapade Gundbad en egen lagtext, Lex romana burgundionum, den antas dock främst ha varit avsedd som ett stöd för domarna och inte en formell lagtext.
Lagen gällde till in på 800-talet.